# Jean Ferrat

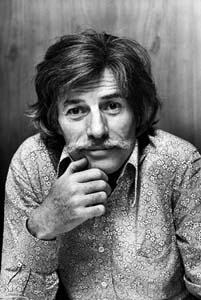
Jean Ferrat (1980)

Jean Ferrat, pseudònim de Jean Tenenbaum, (Vaucresson, Alts del Sena, el 26 de desembre de 1930 - Aubenas, Ardecha, 13 de març de 2010) fou un lletrista, músic, compositor i cantant francès. Va posar música a nombrosos poemes de Louis Aragon. Molt pròxim a les idees comunistes a la vegada que crític envers el Partit Comunista Francès i de l'URSS.

## Àlbums
- 1963. Nuit et brouillard
- 1970. Camarade
- 1971. Aimer à perdre la raison
- 1971. Ferrat chante Aragon
- 1985. Je ne suis qu'un cri
- 1991. Dans la jungle ou dans le zoo

## Cançons
- À Brassens
- Aimer à perdre la raison
- Au bout de mon âge
- Au printemps de quoi rêvais-tu?
- Autant d'amours, autant de fleurs
- Berceuse
- C'est beau la vie
- C'est si peu dire que je t'aime
- C'est toujours la première fois
- Camarade
- Carco
- Ce qu'on est bien mon amour
- Chagall
- Chambres d'un moment
- Complainte de Pablo Neruda
- Comptine pour Clémentine
- Dans la jungle ou dans le zoo
- Dans le silence de la ville
- Deux enfants au soleil
- Devine
- Dix-sept ans
- Elle
- En groupe, en ligue, en procession
- Epilogue
- Federico García Lorca
- Heureux celui qui meurt d'aimer
- J'arrive où je suis étranger
- J'entends, j'entends
- Je ne chante pas pour passer le temps
- Je ne suis qu'un cri* Je vous aime
- L'amour est cerise
- La commune
- La femme est l'avenir de l'homme
- La montagne
- La porte à droite
- Le bilan
- Le bruit des bottes
- Le malheur d'aimer
- Le sabre et le goupillon
- Le tiers chant
- Les belles étrangères
- Les enfants terribles
- Les feux de Paris
- Les lilas
- Les mercenaires
- Les oiseaux déguisés
- Les petites filles modèles
- Les poetes
- Les yeux d'Elsa
- Lorsque s'en vient le soir
- Ma France
- Ma Môme
- Maria
- Mon bel amour
- Musique de ma vie
- Nous dormirons ensemble
- Nuit et brouillard
- Odeur des myrtils
- On ne voit pas le temps passer
- Oural Ouralou
- Pablo mon ami
- Pauvre Boris
- Potemkine
- Pourtant la vie
- Que serais-je sans toi
- Qui vivra verra
- Robert le diable
- Si je mourais la-bàs
- Toujours la même g...
- Tout ce que j'aime
- Tu verras tu seras bien
- Un jour, un jour
- Une femme honnête